# Jean II de Vendôme
Pour les articles homonymes, voir Jean II.
Jean II de Preuilly († avant 1208) comte de Vendôme et seigneur de Lavardin (1202-1208), fils de Geoffroy, seigneur de Lavardin.
À la mort de son grand-père, il est placé sous la tutelle de son grand-oncle Geoffroy de Vendôme.
L'évènement majeur de son règne est la dédicace de l'église des frères Cordeliers de l'Hôtel-Dieu en 1203. Il leur donne le droit de foire le jour de la Saint Jean Baptiste, ainsi que l'exemption de tous les droits féodaux. Cet établissement est une étape pour les pèlerins de Saint-Jacques-de-Compostelle.
Jean II part lui-même en pèlerinage pour Saint-Jacques-de-Compostelle et meurt pendant le voyage.